# Helena Blavatsky
Helena Blavatsky, también conocida como Madame Blavatsky (Yekaterinoslav, 12 de agosto de 1831-Londres, 8 de mayo de 1891), fue una escritora, ocultista y teósofa. Su nombre de soltera era Helena von Hahn y tras un breve matrimonio con Nikiphor Blavatsky adoptó el nombre de Helena Petrovna Blavatskaya (Елена Петровна Блаватская, en ruso) 
Fue una de las fundadoras de la Sociedad Teosófica y contribuyó a la difusión de la teosofía. Sus libros más importantes son Isis sin velo y La Doctrina Secreta, escritos en 1875 y 1888, respectivamente.

## Biografía

### Origen, matrimonio y viajes

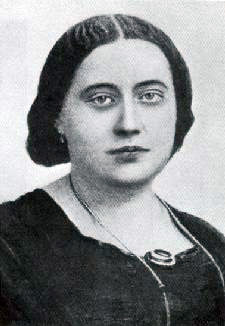
Helena Blavatsky hacia 1850

Blavatsky fue hija de Peter von Hahn, un coronel de origen alemán establecido en Rusia y de Helena de Fadéyev, hija de una familia de la nobleza rusa, que trabajó como novelista. Por parte materna, era nieta de la princesa Helena Dolgorúkaya botánica y escritora. Después de la prematura muerte de su madre en 1842, Helena creció bajo los cuidados de sus abuelas en Sarátov, donde su abuelo se desempeñaba como gobernador. Helena mostró talento como pianista y según testimonios de algunos contemporáneos, estaba dotada de ciertos poderes psíquicos o sobrenaturales. Desde muy pronto se mostró interesada en el esoterismo y leyó algunas obras de la biblioteca personal de su bisabuelo, que había sido iniciado en la masonería a finales del siglo XVIII.
A los diecisiete años, en 1848, Helena se casó con Nikífor Vasílievich Blavatsky, vicegobernador de la provincia de Ereván, en Armenia, que tenía cuarenta años. Helena aceptó casarse para poder ganar independencia, aunque según ella, nunca consumó su unión. Tras tres meses de infeliz matrimonio, tomó un caballo y escapó de la casa cruzando las montañas, para ir a la casa de su abuelo en Tiflis.
Según cuenta ella, inició una serie de viajes por diversos países, tales como Egipto, Turquía y Grecia, entre otros. En algunos de estos viajes, estuvo acompañada por Albert Rawson, un explorador naturalista de los Estados Unidos también interesado en el esoterismo y que era miembro de la masonería.
Ella cuenta que con veinte años, en 1851, estaba con su padre en Londres y que allí tuvo su primer encuentro con el que sería su maestro, que ella reconoció por sueños y visiones que tuvo durante su infancia. Este maestro sería un iniciado oriental  Rajput, Mahatma M. (o Maestro Morya), como es conocido entre los teósofos.
Tal como ella cuenta en el mismo año, Blavatsky se embarcó para Canadá y más adelante viajó por varias partes de los Estados Unidos, México, Sudamérica y la India. Su primera tentativa para entrar en el Tíbet falló y volvió entonces a Inglaterra, pasando de camino por Java.
En 1855 volvió a la India y tuvo suerte en su tentativa de entrar al Tíbet a través de Cachemira y Ladakh. En el Tíbet pasaría por un período de entrenamiento bajo la dirección de su maestro. En 1858 fue a Francia y Alemania y volvió a Rusia el mismo año y pasó un corto período con su hermana Vera en Pskov. De 1860 hasta 1865 viajó y vivió en el Cáucaso, pasando por experiencias y crisis de tipo sobrenatural. Ello posibilitó, según ella, el poder adquirir un completo dominio de sus energías psíquicas. Partió de nuevo de Rusia en 1865 y viajó extensamente por los Balcanes, Grecia, Egipto, Siria e Italia, entre otros lugares.
En 1868 volvió a la India, vía Tíbet. En este viaje, Blavatsky se encontró, según cuenta, con el maestro K.H. (o maestro Kuthumi) y se hospedó en su residencia. Al final de 1870 volvió a Chipre y Grecia. Tomó un barco más tarde hacia Egipto, en el puerto de Perea, en Grecia.
La nave donde había embarcado camino de Egipto naufragó cerca de la isla de Spetses el 4 de julio de 1871. Tras salvarse, se dirigió a El Cairo y fundó la Sociedad Espírita, donde se propuso inicialmente fomentar los fenómenos espiritistas y mediúmnicos, descritos por Allan Kardec poco antes, con el fin de introducir las enseñanzas del ocultismo y para demostrar la naturaleza mayávica (es decir ilusoria desde una perspectiva teosófica) de tales prácticas. En las cartas escritas a sus familiares, Blavatsky estaba decepcionada con los participantes del grupo, ya que algunos simulaban ser médiums, mientras que otros eran ególatras contumaces. El grupo no duró mucho tiempo y no alcanzó los objetivos iniciales.
Después de varios viajes a través de Oriente Medio, volvió por un corto período a Odesa, en Ucrania, en julio de 1872. Según Helena, en la primavera de 1873, su maestro le dio instrucciones de proseguir hacia París y más adelante a Nueva York.

### Fundación de la Sociedad Teosófica y publicaciones

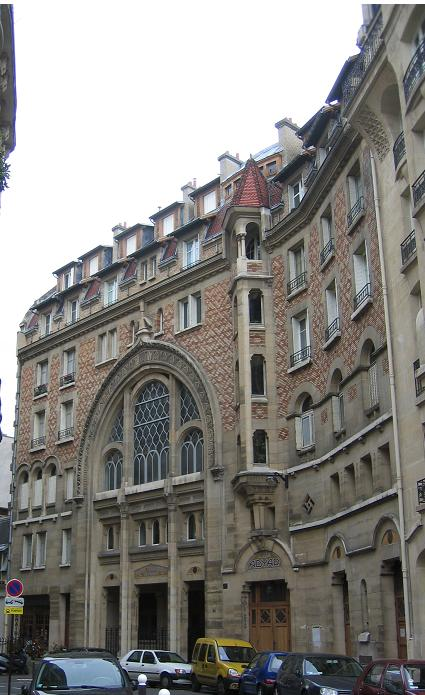
Sede de la Sociedad Teosófica en París

En octubre de 1874 Blavatsky conoció al coronel Henry Olcott, así como a William Quan Judge, un joven abogado irlandés en Nueva York. La fundación de la Sociedad Teosófica se produjo el 17 de noviembre de 1875, con la participación de dieciséis teósofos, Helena Blavatsky, Henry Steel Olcott, William Quan Judge, Charles Sotheram, Dr. Charles E. Simmons, W.L. Alden, G.H. Felt, J. Hyslop, D.E. de Lara. C.C. Massey, E.D. Monachesi, Henry J. Newton, H.M. Stevens, Jonh Storer Cobb, Dr. Britten y su esposa. Sus nombres constan en las actas que elaboró Judge fungiendo como secretario.
En septiembre de 1875, Blavatsky publicó su primera gran obra, Isis sin velo, un libro que trata de la historia y del desarrollo de las ciencias ocultas, la naturaleza y el origen de la magia, las raíces del cristianismo y según la perspectiva de la autora, los fallos de la teología cristiana y los errores establecidos en aquel entonces por la ciencia oficial. En este mismo año, a Blavatsky le fue concedida la nacionalidad estadounidense. En 1878, Blavatsky y Henry Olcott trasladaron la sede de la Sociedad Teosófica a la ciudad de Adyar, en la India. Conocieron entonces a Alfred Percy Sinnett, el editor del periódico oficial del Gobierno de la India, "The Pioneer" de Prayagraj. Este contacto fue muy importante para Blavatsky y la Sociedad Teosófica.

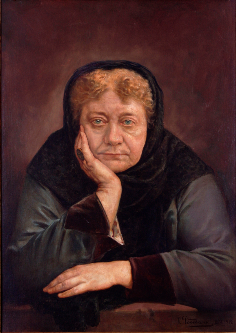
Retrato del pintor hispano-costarricense Tomás Povedano

En octubre de 1879 se inició la publicación del primer número de la revista de teosofía, que fue llamada "The Theosophist" (la cual todavía se publica), siendo Blavatsky la editora responsable. La Sociedad Teosófica creció rápidamente y tenía como miembros a personas de gran importancia.
En 1880 Blavatsky y Olcott habían pasado algún tiempo en Ceilán (actual Sri Lanka), estadía que generó y aumentó el interés por el sistema ético del budismo esotérico del mahāyāna. En septiembre de este año, Blavatsky y Olcott habían visitado a Sinnett y su esposa en Simla, India.
El serio interés de Sinnett en las enseñanzas y el trabajo de la sociedad Teosófica fundada por Blavatsky se plasmó en una correspondencia entre Sinnett y Mahatma K.H.. Como fruto de esta correspondencia, Sinnett escribió "El Mundo Oculto" (1881) y "El budismo esotérico" (1883). Ambos libros ejercieron gran influencia y lograron aumentar el interés por la teosofía en general y por la Sociedad Teosófica en particular. Las respuestas y las comunicaciones enviadas por los Mahatmas a Sinnett están contenidas en una correspondencia que duró de 1880 hasta 1885 y fueron publicadas en 1923 como las "Cartas de los Mahatmas para A.P. Sinnett". Las Cartas originales de los Mahatmas se conservan en el Museo Británico en Londres y pueden ser vistas con un permiso especial del departamento de manuscritos raros del Museo Británico.
En mayo de 1882 Blavatsky y Olcott habían adquirido una gran propiedad en Madrás, en la India, en el barrio de Adyar, donde establecieron oficialmente la sede internacional de la Sociedad Teosófica.

### Polémica

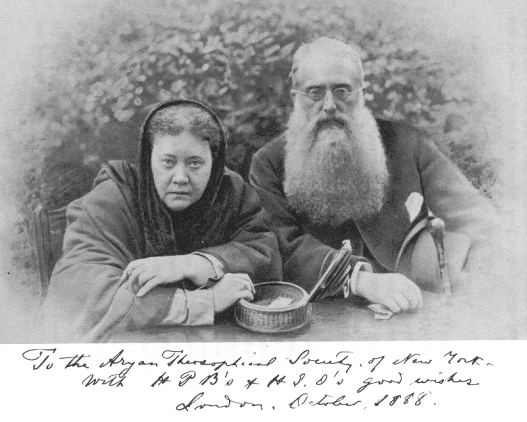
Helena Blavatsky y el coronel Olcott en 1888

Varios autores han cuestionado la autenticidad de los escritos de Blavatsky citando evidencia de que están fuertemente plagiados de fuentes esotéricas más antiguas, declarando que su afirmación de la existencia de maestros de sabiduría es completamente falsa, y acusándola de charlatana, falsa médium y falsificadora de cartas.El estudioso de la literatura oriental Arthur Lillie publicó una lista de extractos de obras místicas junto a extractos de los escritos de Blavatsky que pretendían mostrar su extenso plagio en su libro Madame Blavatsky y su Teosofía. Lillie también analizó las cartas de Mahatma y afirmó, basándose en peculiaridades de expresión y ortografía, que habían sido escritas por la misma Blavatsky. El escritor de la Escuela Tradicionalista René Guénon escribió una crítica detallada de la Teosofía en la que afirmaba que Blavatsky había adquirido todo su conocimiento de forma natural de otros libros en lugar de los llamados "maestros" sobrenaturales. Carl Jung criticó fuertemente su trabajo y Agehananda Bharati lo descartó como "un tumulto de horrendas tonterías y de fértiles invenciones de esoterismo estúpido". Mircea Eliade sugirió que su teoría de la evolución espiritual contradice todo el espíritu de la tradición oriental, que es "precisamente una concepción antievolucionista de la vida espiritual". Después de su muerte, Blavatsky continuó siendo acusada de haber producido fraudulentamente fenómenos paranormales por escépticos como John Nevil Maskelyne, Robert Todd Carroll, y James Randi.
Alexis y Emma Coulomb, dos miembros del grupo de trabajo de Adyar, acusaron a Blavatsky de fraude. Ésta volvió a Adyar el 21 de diciembre de 1884 para investigar mejor la situación. Deseaba procesar a los Coulomb, confabulados con los editores de una publicación en Madrás, el Christian College Magazine, pero la burocracia de la Sociedad Teosófica dilató el caso. Muy decepcionada, dimitió del cargo de secretaria correspondiente en Adyar y se marchó a Europa en 1885 para no regresar nunca más a la India.[cita requerida]
La Sociedad para la Investigación Psíquica en Londres (London Society for Psychical Research) creó un comité especial para investigar a Madame Blavatsky. En diciembre de 1884, Richard Hodgson, un joven miembro del comité de aquella sociedad llegó a la India para investigar y preparar el informe sobre las acusaciones de los Coulomb. Basado en el informe Hodgson, el comité, en un informe de 1885, "acusa a Madame Blavatsky como una de las impostoras más grandes de la historia". Hodgson también acusó a Blavatsky de ser una espía rusa. Este informe fue utilizado durante años como base para atacar a Madame Blavatsky y para intentar probar la inexistencia de los Maestros o Mahatmas. [cita requerida]
En 1963, Adlai Waterman (seudónimo de Walter Carrithers, Jr.) en su obra "Obituario del informe de Hodgson sobre Madame Blavatsky", analizó y cuestionó las acusaciones de Hodgson. Otros cuestionamientos a las acusaciones en contra de Blavatsky más recientes puede hallarse en la publicación de Vernon Harrison titulada "H.P. Blavatsky y la SPR: Un examen del informe de Hodgson de 1885" ("J'ACCUSE: An Examination of the Hodgson Report of 1885," Journal of the Society for Psychical Research, April 1986.)
Este ataque afectó gravemente a la salud de Blavatsky. En Wurzburgo (Alemania), comenzó a escribir La Doctrina Secreta, que fue su obra maestra. En mayo de 1887, aceptando la invitación de teósofos de Inglaterra, se trasladó a Londres.

### Regreso a Londres

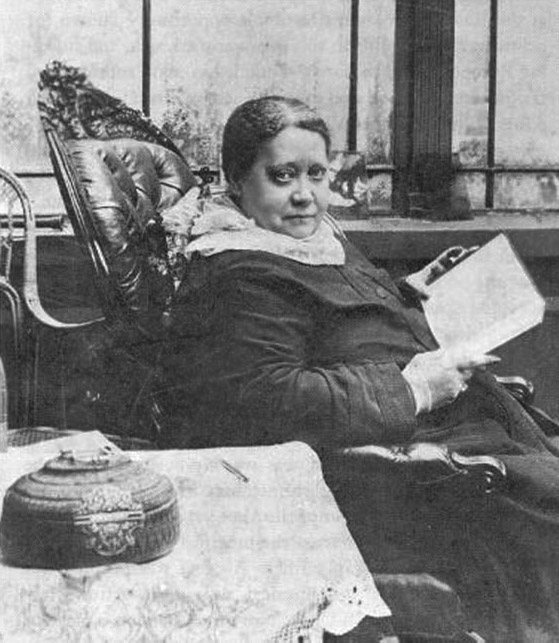
Un momento de tranquilidad de H. Blavatsky, dedicada a sus escritos y lecturas.

Cuando Blavatsky llegó a Londres, las actividades de los teosofistas se habían intensificado y establecido según las enseñanzas de su fundadora. En Inglaterra nació la revista "Lucifer" (del latín lucifer, «portador de la luz», aplicado al planeta Venus).
En Inglaterra, desde las acusaciones de fraude levantadas en la India, Blavatsky fue repetidamente desahuciada por los médicos. Según su propio testimonio, Helena recibió un día la visita de uno de sus instructores tibetanos que le dieron, según ella, la opción siguiente: "o morir liberándose (del cuerpo enfermo) o continuar viva acabando la Doctrina Secreta". Se recuperó y continuó escribiendo su obra, la cual finalizó y publicó en 1888, simultáneamente en Londres y Nueva York. Sus ayudantes en la transcripción y la edición de los manuscritos habían sido Bertram Keightley y Archibald Keightley.
La Doctrina Secreta es el libro más importante de Blavatsky. El primer volumen se dedica a la cosmogénesis y estudia, básicamente, la composición y la evolución del universo. El esqueleto de este volumen está formado por siete estrofas traducidas del libro de Dzyan con los comentarios y las explicaciones hechos por Blavatsky. En este volumen están también explicados los símbolos básicos contenidos en las grandes religiones y mitologías del mundo. El segundo volumen contiene otra serie de estrofas del libro de Dzyan, que describen la evolución humana (antropogénesis)
Las últimas palabras escritas por Blavatsky en este libro fueron: "Esta obra se dedica a todos los teósofos verdaderos".
También en 1888 Madame Blavatsky fundó la sección esotérica de la Sociedad Teosófica, dedicada al estudio más profundo de la filosofía esotérica, y escribió para los estudiantes de esta escuela tres trabajos.
En 1889 Blavatsky publicó el libro La Clave de la Teosofía, una exposición de ética, filosofía y ciencia en forma de preguntas y respuestas que muestran las razones por las cuales se fundó la Sociedad Teosófica, y cuáles eran sus enseñanzas básicas. También publicó La Voz del Silencio, un libro poético que pertenece al Libro de los Preceptos de Oro, que había memorizado mientras estaba viviendo en un monasterio lamaísta tibetano y que fue traducido a la lengua portuguesa por el escritor, poeta y estudioso del esoterismo Fernando Pessoa.

### Trabajo, dedicación y controversias

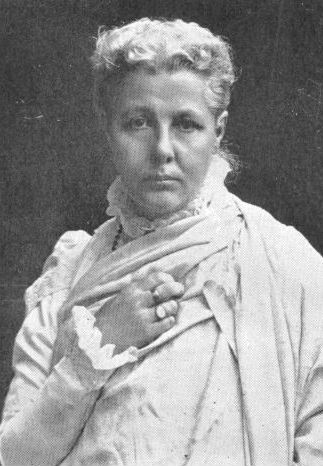
Annie Wood Besant (1847 - 1933), correctora de estilo de Blavatsky, se opuso a las enseñanzas originales y a las instrucciones de los Mahatmas tras llegar a convertirse en líder de la Sociedad Teosófica.

Según los testigos de la época, Blavatsky trabajó incesantemente en sus proyectos. El volumen de su trabajo se puede considerar en la obra "La Doctrina Secreta". En esta incluye 2000 citas, con indicaciones de páginas y de autores. Otro ejemplo de su trabajo y dedicación extensos es el libro Isis sin velo, con más de 1300 páginas.
Madame Blavatsky explicó que escribió tanto Isis sin velo como La Doctrina Secreta con la ayuda de los Mahatmas y que algunas veces le transfirieron sus conciencias a su cuerpo físico, en un proceso llamado "tulku". Blavatsky afirmaba que tal proceso no era mediúmnico, porque los mahatmas no eran espíritus de muertos, sino seres humanos verdaderos en cuerpos físicos. Según ella, algunas descripciones y citas le fueron mostradas por ellos a través de la luz astral; otras veces, mientras dormía. Según su versión, páginas enteras fueron precipitadas en su propia letra, o las cartas de los maestros se materializaban en el papel. Estas afirmaciones contribuirían fuertemente al hecho de que Blavatsky fuera tomada como impostora. [cita requerida]
Por otra parte, sus críticos la acusan de racismo, particularmente cuando Blavatsky menciona a algunos grupos étnicos como los aborígenes australianos por ejemplo, como pertenecientes a una raza inferior, puesto que los identifica como "un cruce atlanto-lemuriano". Con respecto a los semitas, particularmente los árabes, dijo que eran "espiritualmente degenerados". Esto es tal vez un error de interpretación y de traducción desde el idioma inglés. En la Doctrina Secreta, Tomo II (ed. en inglés) ella hace referencia al idioma árabe y hebreo que se habían vuelto materialistas, dejando de mostrar fácilmente la esencia de las cosas, tal como lo expresa el sánscrito del que derivan.[cita requerida]

### Sucesión y testamento
Helena Blavatsky falleció en Londres en 1891. Su cuerpo fue incinerado y un tercio de sus cenizas quedaron en Europa, un tercio en los Estados Unidos, llevadas por William Quan Judge y el tercio restante se encuentra en la sede internacional de la Sociedad Teosófica, depositadas dentro de una estatua hecha en su memoria. Después de la muerte de Blavatsky y la de Henry Steel Olcott, la dirección de la Sociedad Teosófica fue entregada a su secretaria Annie Besant, quien ya había logrado con sus audacias crear un importante cisma que produjo la partida de William Quan Judge, quien fue acosado y perseguido por los seguidores de Besant.
En su última voluntad, según se dice, Blavatsky pidió a los teósofos que celebraran la fecha de su muerte como el día del Loto Blanco: “Deseo que cada año, el día aniversario de mi muerte, se reúnan mis amigos en la Residencia Central de la Sociedad Teosófica, Adyar, para leer un capítulo de La Luz de Asia de Sir Edwin Arnold y otro del Bhágavad Gita.” Sin embargo, esto parece ser una manipulación considerando los acontecimientos que se originaron en Adyar con la traición de los Coulomb, tras lo cual Subba Row da la espalda a Blavatsky, aliándose con Charles W. Leadbeater en lo que hoy se conoce como La Sociedad Teosófica.
En España Blavatsky tuvo un seguidor infatigable, Mario Roso de Luna, conocido como "el Mago de Logrosán", a quien le gusta definirse como "teósofo y ateneísta" y que escribió una biografía sobre HPB.

## Obras
- Isis sin velo
- La voz del silencio
- La doctrina secreta
- Por las grutas y selvas del Indostán
- Gemas de Oriente
- La clave de la Teosofía
- Al país de las montañas azules
- Glosario Teosófico
- Orígenes del ritual en la Iglesia y en la Masonería
- Ocultismo práctico
- Gemas de Oriente
- Diálogos en la Logia Blavatsky
- Narraciones ocultistas y cuentos macabros
- Las Estancias del DZYAN

Y una gran cantidad de artículos suyos desde 1874 a 1891, recopilados en los 15 volúmenes de "The Collected Writings of H. P. Blavatsky". Actualmente pueden encontrarse la mayor parte de estos volúmenes traducidos al español en: https://www.theosophy.world/es/resource/ebooks/collected-writings-de-h-p-blavatsky-editado-por-boris-de-zirkoff .